# Кавцидия Тертула
Вижте пояснителната страница за други личности с името Тертула.
Кавцидия Тертула (на латински: Caucidia Tertulla) е римлянка, аристократка от 2 век. Нейната фамилия е от етруски произход.

## Фамилия
Омъжва се за Марк Атилий Метилий Брадуа, който е консул 108 г., управител на Британия (115 – 118 г.) и проконсул на провинция Африка (115 – 118 г.). Тя е майка на:
- Марк Атилий Метилий Брадуа Кавцидий Тертул Бас, проконсул на провинция Африка по времето на Антонин Пий (138 – 161)
- Атилия Кавцидия Тертула, съпруга на Апий Аний Требоний Гал (консул 139 г.)
- вероятно и на Публий Вигелий Рай Плаврий Сатурнин Атилий Брадуан Кавцидий Тертул, управител на Долна Мизия (169 – 170 г.).